# Ром-Лебедев, Иван Иванович
Иван Иванович Ром-Лебедев (настоящая фамилия Лебедев, 31 марта 1903, Рига — 5 января 1991, Красновидово, Истринский район, Московская область) — советский актёр, драматург и гитарист, цыганский писатель

. Заслуженный артист  РСФСР (1947). Заслуженный деятель искусств РСФСР (1981).

## Биография

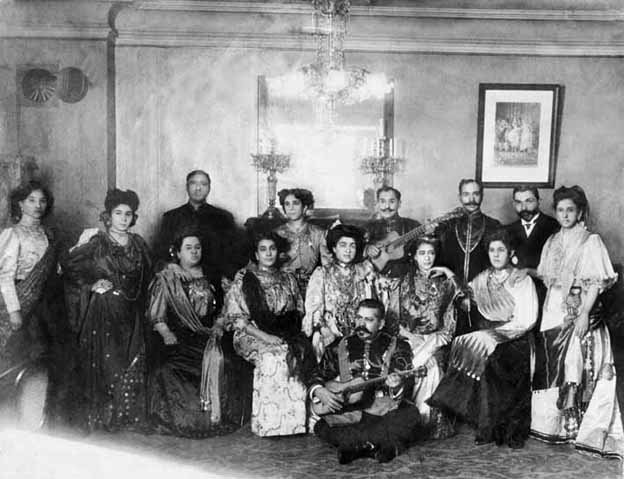
Московский цыганский хор, руководитель Иван Григорьевич Лебедев

Отец Ивана Ром-Лебедева, Иван Григорьевич Лебедев, был дирижёром московского цыганского хора. Мать, Мария Николаевна, пела в цыганском хоре, но по национальности была русская.
Первые годы мальчик воспитывался в доме деда в Вильно, вместе с двумя другими детьми. Впоследствии он переехал в квартиру отца.
Благодаря популярности цыганских хоров, семья Лебедевых жила в достатке: пятикомнатная квартира, прислуга. Ваню отдали учиться в гимназию.
Вскоре после революции, в пятнадцать лет, мальчик сбежал из дома. По официальной версии, он занимался простым бродяжничеством. Этнограф Николай Бессонов выдвигает другую версию: юный Лебедев присоединился к «белым». В любом случае, после разгрома армии П. Врангеля подросток поступил на службу в Красную Армию, где прослужил три года. После демобилизации работал гитаристом в молодёжном цыганском ансамбле.
В 1929 году у Ром-Лебедева родился сын Валентин, которого воспитывали сестры Ивана Ивановича.
В 1930 году Иван Лебедев был среди выдвинувших предложение о создании цыганской театральной студии. В январе 1931 года состоялось открытие этой студии, в декабре того же года студия была переименована в театр. С этого момента Иван Иванович всю свою жизнь посвятил цыганскому театру «Ромэн». За время своей работы в театре он написал несколько десятков пьес, по некоторым из них ставят спектакли и сегодня. Также он выступал как актёр и как гитарист. Он взял псевдоним, демонстрирующий его национальность, добавив к фамилии слово «Ром» («цыган»).
В 1947 году Ром-Лебедев вступил в КПСС.
В пожилом возрасте Иван Иванович написал книгу «От цыганского хора к театру „Ромэн“», которая была издана в 1990 году.
Похоронен на кладбище посёлка Лужки Истринского района Московской области.

## Достижения
Один из инициаторов, ведущих актёров и драматургов Музыкального драматического цыганского театра «Ромэн». Заслуженный артист РСФСР 1947 г.
Автор пьес:
- «Солнце в болоте» (1933)
- «Табор в степи» (1934)
- «Дочь степей» (1935)
- «Свадьба в таборе» (1935)
- «Песня об Урсаре» (1940)
- «Гайдуки» (1944)
- «Героическая поэма» (1948)
- «Цыганы» (1949)
- «Дочь шатров» (1950)
- «Эсмеральда» (1951)
- «Плясунья» (1954)
- «Кабачок Макрель» (1957)
- «Кармен из Трианы» (1961)
- «У дороги» (1965)
- «Мы — цыгане» (1976)
- «Птицам нужно небо» (1985)

и др.
Автор книг:
- От цыганского хора к театру «Ромэн». Москва, «Искусство», 1990.
- Таборная цыганка. Москва, «ОЛИМП», 1992.

Автор и участник телепередачи «Рассказы цыгана». Производство: СССР, 1984. Режиссёр: Владимир Плоткин.